# Daniel Ier de Sourmari
Daniel Ier de Sourmari ou Taniel Ier Surmaṙec‘i (en arménien Դանիել Բ Սուրմառեցի ; mort le 21 août 1808) est Catholicos de l'Église apostolique arménienne de 1807 à 1808.

## Biographie
Daniel de Sourmari ou de Surméli avait été de 1799 à 1800 le patriarche arménien de Constantinople.
Le 28 avril 1801, après la mort du Catholicos élu mais non consacré Hosvep Arghouthian (1800-1801), il est élu comme Catholicos d'Arménie. L’un de ses rivaux dans cette élection, David Ghorganian, l’enlève et l’emprisonne à Etchmiadzin.
Ensuite son adversaire se fait reconnaître comme Catholicos par le synode d'Etchmiadzin sous le nom de « David V Ghorganian » (1801-1804). Daniel Ier est rétabli le 29 septembre 1804 grâce aux pressions exercées par l’empereur Alexandre Ier de Russie mais il doit s’adjoindre comme coadjuteur et futur successeur Ephraïm de Dzoraguègh, l’archevêque des Arméniens de l’Empire russe.
En 1805, David V Ghorganian, soutenu par le Shah d’Iran, fait raser la barbe de son rival qui est promené sur un âne avant d’être interné à Erevan.
Le 14 mai 1807, le gouvernement iranien ordonne de le libérer de son confinement afin d’améliorer ses relations avec les Arméniens dans le contexte de la guerre russo-persane de 1804-1813. David V est définitivement évincé et Daniel Ier peut enfin accéder au Catholicossat.
Il meurt de mort naturelle le 21 août 1808 dans la forteresse d’Erevan pendant le siège de la ville par le général Russe Goudovitch.

## Source
- (en) Georges A. Bournoutian, Russia and the Armenians of Transcaucasia 1797-1889, Mazda Publishers, 1998  (ISBN 1568590687), p. 514.
- Marie-Félicité Brosset, Histoire de la Géorgie, partie II : Histoire moderne, livraison II, Saint-Pétersbourg, 1857, p. 268-269 & notes.